# Vincenzo Campi

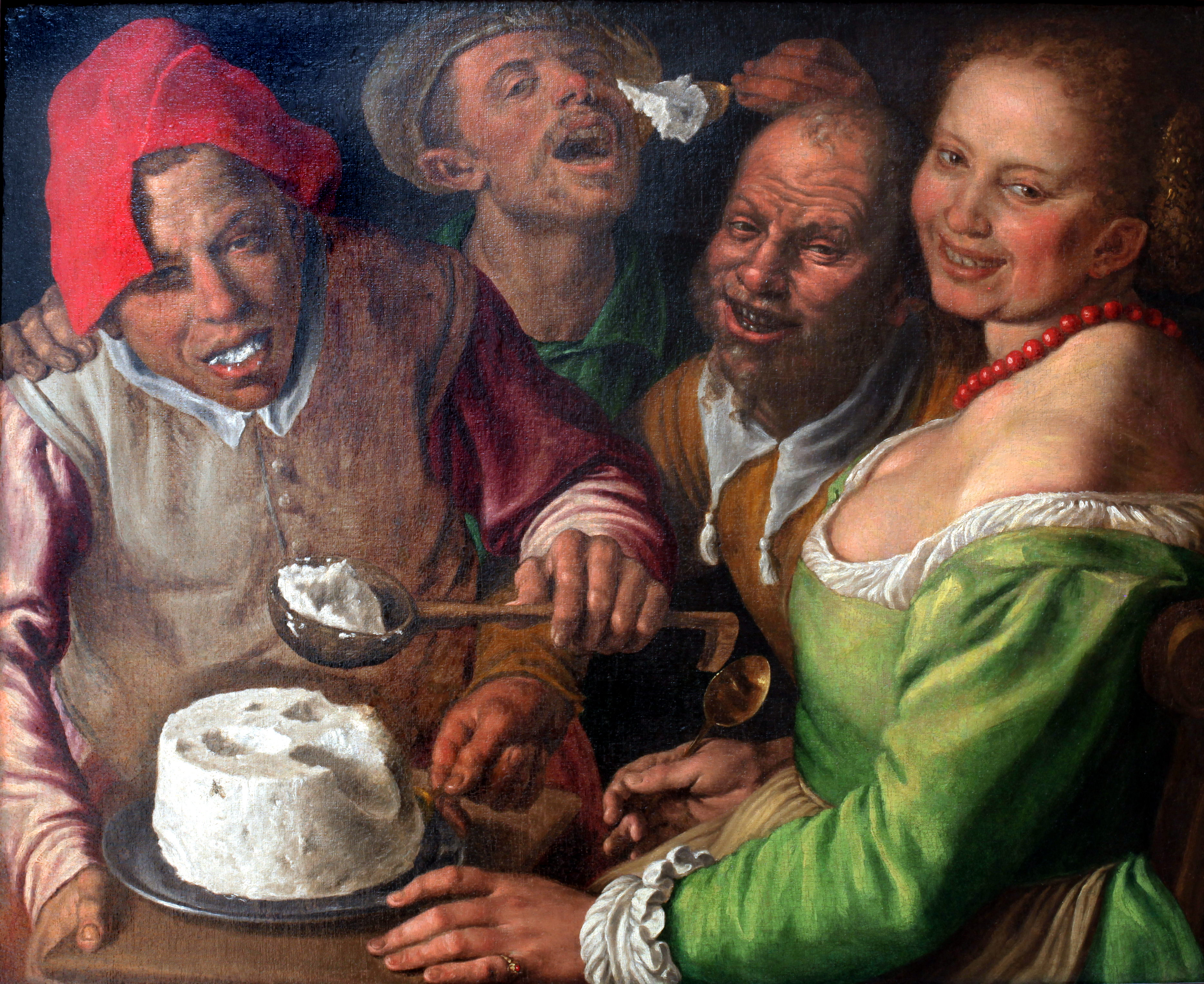
Els menjadors de formatge (1580), Museu de Belles Arts de Lyon.

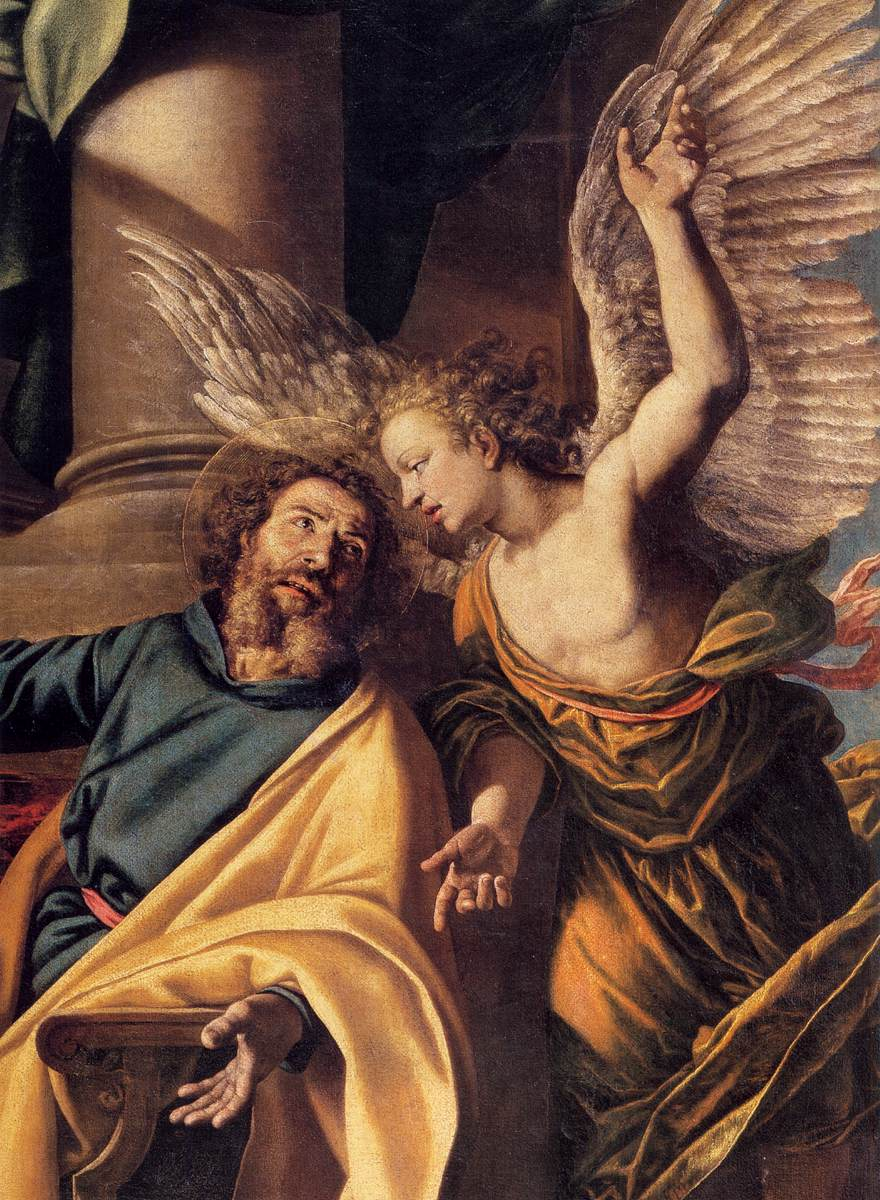
Detall de Sant Mateu i l'àngel (Pavia)

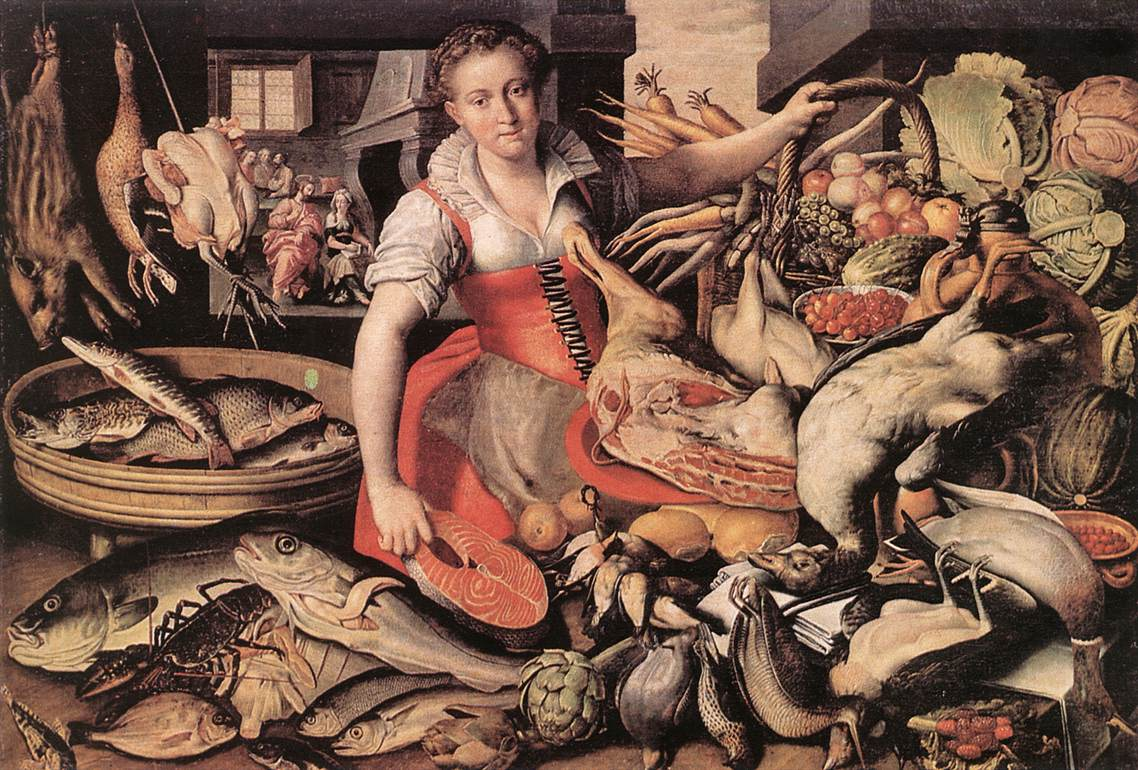
Crist a casa de Maria i Marta (Mòdena)

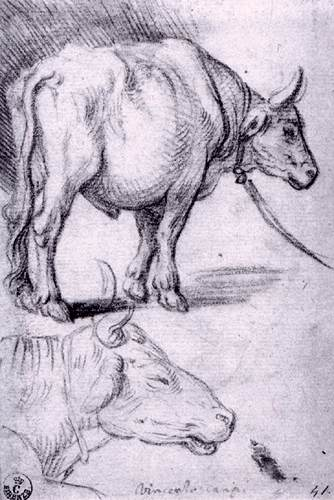
Estudi de dos bous. (Florència)

Vincenzo Campi va ser un pintor, arquitecte, gravador, dibuixant i cosmògraf italià de l'escola de Cremona, que va néixer i va morir en aquesta mateixa ciutat (1536 - 3 d'octubre de 1591).

## Biografia
Els Campi van ser una família de pintors italians de Cremona durant el segle xvi. Al nord d'Itàlia, on van tenir l'esplèndid exemple dels venecians i una mica de coneixement d'art flamenc i alemany, els contrasts de llum i d'ombra podia expressar el sentiment manierista perfectament, com a la feina dels Campi a Cremona. El cap de la família Galeazzo Campi (1477 - 1536), va ser deixeble de Boccaccio Boccaccino. Se suposa que va tenir un estret contacte amb Tommaso Aleni a causa de la relació existent entre els seus estils. En els seus paisatges s'observen influències de Giovanni Bellini i Perugino. Va ser el pare de Giulio,  Antonio, i Vincenzo.
Va ser deixeble dels seus germans Giulio i Antonio Campi, Vincenzo va seguir una carrera de pintura ambivalent, de l'elecció de la pintura de retaules impregnats de la sensibilitat de la Contrareforma –era l'època de Carles Borromeo–, combinat amb un impredictible costat bufonesc de les seves famoses escenes de gènere, habitades per persones de cares grotesques i caricatures i dones procaces i senyals fent l'ullet, inspirat per la pintura contemporània i la flamenca carregat d'un significat eròtic ocult. Aquestes obres van tenir un cert èxit entre els clients, entre els quals va estar el ric patró de Baviera, Hans Fugger –una sèrie de pintures de Vincenzo Campi, que daten de 1580 - 1581, encara es conserva al castell de Kirchheim–. Finalment, les seves obres, parcialment, estan relacionades amb el sentit naturalista de la pintura bolonyesa principalment de Bartolomeo Passerotti i Annibale Carracci. També va destacar en la realització de natures mortes exemples d'aquestes són les pintures a la Pinacoteca de Brera, Milà. Natures mortes de fruites i de peixos, ambdues pintures posen de manifest que va ser influït per Pieter Aertsen.
La seva carrera pictòrica va tenir lloc particularment a Cremona, però també va realitzar obres a Milà, Pavia i Busseto. La primera notícia documentada sobre el seu treball són els encàrrecs per a la decoració de la Catedral de Cremona: una Pietat i la sèrie de Profetes a la nau. Més tard, va elaborar el Crist clavat en la creu de la Cartoixa de Pavia, on Vincenzo va fer prova dels seus coneixements creant una atmosfera de solemne dramatisme sol·licitada als artistes en els anys de la Contrareforma, quan es va sentir la necessitat de donar sentiments a l'art sacre per recrear els sentiments de la passió de Jesús atraient els fidels a l'oració i la meditació.
Entre els anys 1586 i 1589 va crear la seva obra més important a Milà, pintada en col·laboració amb el seu germà Antonio, la volta de l'església de San Paolo Converso (Milà), pintada amb un espectacular panorama trompe l'oeil. El 1588 Vicenzo va pintar Sant Mateu i l'àngel de Pavia, el realisme del qual va ser entès per la crítica com un precedent important per a la pintura de Caravaggio.

## Obres
- Oratori de l'Anunciació, Busseto: 
  - Anunciaci
  - Trinitat
- Palau de l'Ajuntament de Cremona: 
  - La reubicació dels agricultors (el «San Martino»)
- Museu de Belles Arts de Lyon, Lyon: 
  - Els menjadors de formatge.
- Museu del Prado, Madrid: 
  - Crist clavat en la Creu.
- Pinacoteca de Brera, Milà: 
  - Cuina]
  - El venedor de fruites
  - El venedor de pollastres
  - La tenda d'ultramarins
- Església de San Paolo Converso, Milà: 
  - Ascensió, els àngels i els sants
- Galería Estense, Mòdena: 
  - Crist a casa de Maria i Marta
- Antiga col·lecció privada de Calati, Parabiago:
  - La Corona d'Espinas
  - La Flagel·lació
- Museu de la Cartoixa, Pavia: 
  - Crist clavat en la creu
- Església de Sant Frances, Pavia: 
  - Sant Mateu i l'àngel.